# Bourgnac
Bourgnac település Franciaországban, Dordogne megyében. Lakosainak száma 352 fő (2022. január 1.). Bourgnac Sourzac, Église-Neuve-d’Issac, Issac, Les Lèches és Mussidan községekkel határos.

## Népesség
A település népességének változása:
| Lakosok száma | 309  | 250  | 287  | 298  | 338  | 351  | 343  | 349  | 349  | 352  |
|               | 1968 | 1982 | 1990 | 2006 | 2013 | 2015 | 2017 | 2019 | 2020 | 2022 |